# A.C.G.T
Az A・C・G・T (株式会社エー・シー・ジー・ティー; Kabusikigaisa É・Sí・Dzsí・Tí; Hepburn: Kabushikigaisha Ē・Shī・Jī・Tī) egy japán animációsfilm-stúdió, amelyet 2000 decemberében alapítottak korábbi Triangle Staff-tagok. A stúdió közreműködött más stúdiók sorozatain is, emellett főként light novelek és mangák adaptálásával foglalkozik. A gyártást az OB Planning kezeli, amelynek az A・C・G・T egy leányvállalata. Rendszeresen együttműködnek a Gencóval, amely az executive produceri feladatokat látja el, míg az A・C・G・T az animációs munkákat teljesíti. Az „A・C・G・T” név az Animation & Computer Graphic Technology név rövidítése, de utalhat a DNS-t felépítő négy nukleotid bázisra (adenin, citozin, guanin, timin) is.

## Munkái
- Sicsinin no nana (2002)
- Human Scramble (2003)
- Dear Boys (2003)
- Sin Hokuto no ken (2003)
- Kino no Tabi – The Beautiful World (2003)
- Initial D Fourth Stage (2004)
- Koi kaze (2004)
- Project Blue Csikjú SOS (2006)
- GR: Giant Robo (2007)
- Vangan Midnight (2007)
- Kimi ga arudzsi de sicudzsi ga ore de (2008)
- Monochrome Factor (2008)[2]
- Freezing (2011)
- Freezing Vibration (2013)
- Fúun isin dai sógun (2014, a J.C.Staffal koprodukcióban)
- Minami Kamakura Kókó Dzsosi Dzsitensa-bu (2017, a J.C.Staffal koprodukcióban)[3]
- Dies Irae (2017)